# マリインスキー劇場管弦楽団

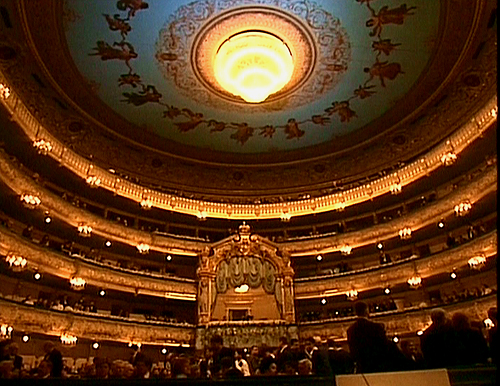
マリインスキー劇場のメインホール

マリインスキー劇場管弦楽団（露：Симфонический оркестр Мариинского театра）は、ロシア・サンクトペテルブルクにあるマリインスキー劇場付属のオーケストラ。旧称は、キーロフ管弦楽団。キーロフ歌劇場管弦楽団としているものもある。

## 概要
ピョートル1世により創設されたロシアで最も古い音楽団体である。1869年から1916年のほぼ半世紀にわたりエドゥアルド・ナープラヴニークが指揮をとり、この頃からヨーロッパ有数のオーケストラとなる。
1988年に、ヴァレリー・ゲルギエフがオペラの芸術監督に選出され、1996年にはロシア議会よりマリインスキー劇場の芸術監督および総裁に任命され、現在に至る。
なおソビエト崩壊後の1992年に名称が「マリインスキー劇場管弦楽団」へ変更されている。
レコーディングでは、ゲルギエフ指揮でショスタコーヴィチの交響曲シリーズやロシア・オペラなどがフィリップス・レーベルにある。2009年以降は、劇場の自主レーベルから、ショスタコーヴィチの交響曲シリーズの続編、ドニゼッティ、ワーグナー、マスネ、シチェドリンのオペラの全曲CD、チャイコフスキーの後期交響曲のDVDなどがリリースされている。現在も旧称の「キーロフ歌劇場管弦楽団」名義で販売されているものが少なからずあるが、実際は同一団体である。
世界的な名声を得ているため、文化外交などロシア政府の国策に協力することもある。シリア内戦でアサド政権軍を支援するロシア連邦軍が制圧したパルミラ遺跡の円形劇場で2016年5月5日、コンサートを開催した。